# Qendër Leskovik
Qendër Leskovik là một xã trong quận Kolonjë thuộc hạt Korçë, Albania. Dân số năm 2005 là 855 người.